# リファイニング建築
リファイニング建築（リファイニングけんちく）とは、建築家 青木茂が提唱した建築を再生する手法のことである。
リファイニング建築は、リフォームやリノベーションと異なり、弱体化した構造躯体の耐震性能を軽量化や補強によって現行レベルまで向上させるとともに、既存躯体の約80％を再利用しながら、建て替えの60〜70％のコストで、大胆な意匠の転換や用途変更、設備一新を行い、その行為を繰り返すことによって建物の建築の長寿命化を図る新たな再生手法である。
青木茂は、このようなリファイニング建築の手法や事例を著書としてまとめ「建物のリサイクル」（1999年7月　学芸出版社）、「サステイナブル建築最前線」（2000年6月　共著・ビオシティ）、「リファイン建築へー青木茂の全仕事ー」（2001年10月　建築資料研究社）、「リノベーションスタディーズ」（2003年4月　共著・INAX 出版）、「まちをリファインしよう」（2005年1月　建築資料研究社）、「再生建築　リファインで甦る建築の生命」（2009年4月　総合資格）、「団地をリファインしよう。」（2009年4月　住宅新報社）、「建築再生へーリファイン建築の『建築法規』正面突破作戦」（2010年2月　建築資料研究社）、「団地をリファイニングしよう。」（2011年6月　建築資料研究社）、「長寿命建築へ」（2012年5月　建築資料研究社）、「REFINING CITY × SMART CITY」（2012年6月　総合資格）、「住む人のための建てもの再生」（2012年12月　総合資格）、「リファイニングが導く　公共建築の未来」（2013年7月　総合資格）などを出版している。

リファイニング建築の五原則
１． 内外観ともに新築と同等以上の仕上がり
２． 新築の60～70％の予算
３． 用途変更が可能
４． 耐震補強により、現行法規および耐震改修促進法に適合する
５． 廃材をほとんど出さず、環境にやさしい
リファイニング建築では、既存建物の状況把握の後、既存不適格の証明を行い、既存不適合事項や単体規定については、全て現行法に適合させる。特に構造については調査、診断、補強を行った上、工事過程の「家歴書（※東京大学野城智也教授が提唱する建物の履歴書）」の作成を行う。
これにより、既存建物の遵法性改善および構造躯体の信頼性を明確化することができる。
結果として、新たに確認申請書を提出し、竣工後には、完了検査済証の交付を受けることができる。
つまり新築と同等のものとする手法である。
このことにより、中古建物と位置づけられている建物が、性能的にもクリアとなり、ストック活用の促進が期待できる。
また、リファイニング建築を繰り返すことによって建築の長寿命化を図る手法をリファイニング建築と称している。
リファイニング建築は、商標登録第４９８１４１２号として登録されている。
国土交通省は、2014年7月「検査済証のない建築物に係る指定確認検査機関等を活用した建築基準法適合状況調査のためのガイドライン」として策定した。
外部リンク：一般社団法人リファイニング建築・都市再生